# Neauphle-le-Château
Neauphle-le-Château település Franciaországban, Yvelines megyében. Lakosainak száma 3295 fő (2022. január 1.). Neauphle-le-Château Saint-Germain-de-la-Grange, Jouars-Pontchartrain, Plaisir és Villiers-Saint-Frédéric községekkel határos.

## Népesség
A település népességének változása:
| Lakosok száma | 3097 | 3214 | 3360 | 3373 | 3385 | 3385 | 3384 | 3340 | 3295 |
|               | 2013 | 2015 | 2016 | 2017 | 2018 | 2019 | 2020 | 2021 | 2022 |